# Quắn hoa cao
Quắn hoa cao (danh pháp khoa học: Helicia excelsa) là một loài thực vật có hoa trong họ Quắn hoa. Loài này được (Roxb.) Blume miêu tả khoa học đầu tiên năm 1834.